# ستايسي ودارد
ستايسي ودارد (بالإنجليزية: Stacy Woodard)‏ هو منتج أفلام وكاتب سيناريو ومصور سينمائي ومونتير ومخرج أمريكي، ولد في 11 يونيو 1902 في مدينة سولت ليك في الولايات المتحدة، وتوفي في 27 يناير 1942 في نيويورك في الولايات المتحدة.

## وصلات خارجية
- ستايسي ودارد على موقع IMDb (الإنجليزية)
- ستايسي ودارد على موقع أول موفي (الإنجليزية)
- ستايسي ودارد على موقع قاعدة بيانات الأفلام السويدية (السويدية)
- ستايسي ودارد على موقع قاعدة بيانات الفيلم (الإنجليزية)
- ستايسي ودارد على موقع كينوبويسك (الروسية)